# Óscar Guillén
Óscar Alberto Guillén Contreras (Mérida, estado Mérida, Venezuela; 17 de mayo de 1995) es un futbolista  venezolano. Es un centrocampista y su equipo actual es el ULA F.C de la Segunda División de Venezuela. Desde muy temprano formó parte de las selecciones del estado Mérida caracterizándose por ser un jugador con grandes habilidades en la cancha, donde su juego rápido he impecable técnica lo llevaron a ser promocionado en uno de los más importantes clubes del fútbol venezolano como lo es el Estudiantes de Mérida F.C.

## Clubes
| Club                  | País      | Año        | Partidos |
| --------------------- | --------- | ---------- | -------- |
| Estudiantes de Mérida | Venezuela | 2013-      | 63       |
| Monagas               | Venezuela | 2017- 2018 | 25       |

## Trayectoria

### Monagas Sport Club
Para el torneo apertura de 2017, comienza a trabajar con el Monagas Sport Club. Ese año logra el equipo Monagas S.C alcanzar su estrella y Óscar Guillén  es nombrado el mejor Centrocampista del 2017.

## Selección nacional
Ha sido internacional con la selección de fútbol sub-20 de Venezuela, participando en el Campeonato Sudamericano de Fútbol Sub-20 de 2015. Su actuación en este campeonato fue destacada formando parte de una generación de futbolistas venezolanos de altísima calidad que más que hoy día integran la selección vinitinto. 

### Juegos Centroamericanos y del Caribe
| Sudamericano Sub-17                            | Sede   | Resultado  | Partidos | Goles |
| ---------------------------------------------- | ------ | ---------- | -------- | ----- |
| XXII Juegos Centroamericanos y del Caribe 2014 | México | Subcampeón | 5        | 0     |

### Campeonato Sudamericano Sub-20
| Sudamericano Sub-20 | Sede      | Resultado    | Partidos | Goles |
| ------------------- | --------- | ------------ | -------- | ----- |
| Sudamericano 2015   | Argentina | Primera fase | 4        | 0     |

## Palmarés

### Campeonatos nacionales
| Título           | Club    | País      | Año  |
| ---------------- | ------- | --------- | ---- |
| Torneo Apertura  | Monagas | Venezuela | 2017 |
| Primera División | Monagas | Venezuela | 2017 |